# Eidgenössische Materialprüfungs- und Forschungsanstalt
Die Eidgenössische Materialprüfungs- und Forschungsanstalt (kurz Empa; französisch Laboratoire fédéral d’essai des matériaux et de recherche, italienisch Laboratorio federale di prova dei materiali e di ricerca, rätoromanisch Institut federal da controlla da material e da perscrutaziun) ist eine schweizerische Forschungsinstitution für anwendungsorientierte Materialwissenschaften und Technologie. Sie verfügt über drei Standorte – Dübendorf, St. Gallen und Thun. Als Teil des ETH-Bereichs ist sie dem Eidgenössischen Departement für Wirtschaft, Bildung und Forschung (WBF) zugeordnet. Für mehr als 100 Jahre  seit ihrer Gründung 1880 war die Empa eine Materialprüfanstalt. Seit Ende der 1980er-Jahre hat sie sich immer mehr zu einer interdisziplinären Forschungseinrichtung gewandelt.

## Forschung

Logo der Empa

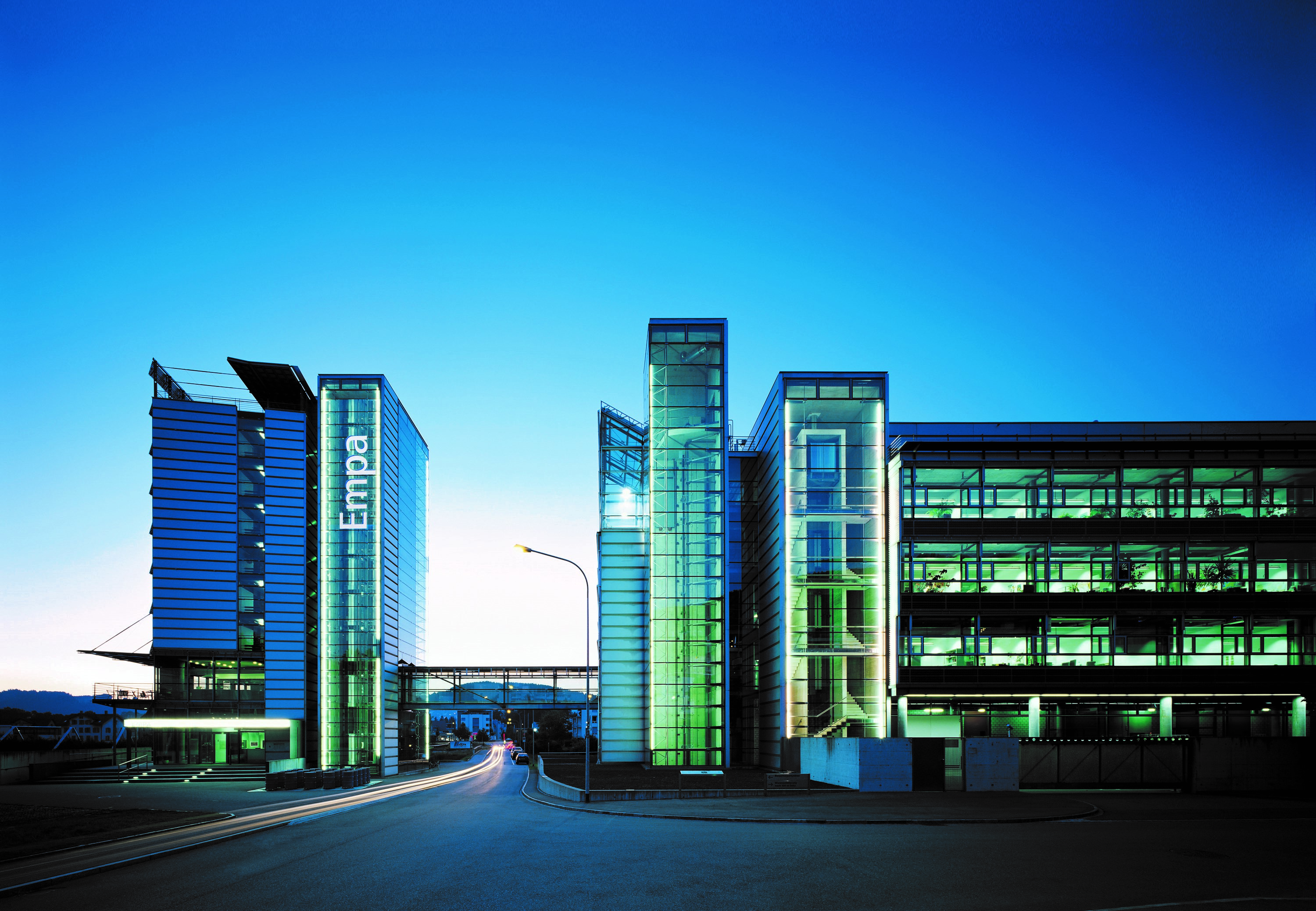
Empa-Gebäude in St. Gallen

Unter der Vision «Materialien und Technologien für eine nachhaltige Zukunft» hat es sich die Empa zum Ziel gesetzt, Lösungen für vorrangige Probleme von Industrie und Gesellschaft zu erarbeiten, etwa in den Bereichen Energie, Umwelt, Mobilität, Gesundheit und Sicherheit. Sie orientiert sich dabei an den «Sustainable Development Goals» der UN sowie an den Bedürfnissen der Schweizer Industrie und Gesellschaft. Ihre Forschungsschwerpunkte («Research Focus Areas») setzt sie in den vier Themenbereichen Nanostrukturierte Materialien und Technologien, Gebaute Umwelt; Energie, Ressourcen und Emissionen sowie Gesundheit und Leistungsfähigkeit.
Der Wechsel von der Materialprüfungs- zur Forschungseinrichtung spiegelt sich auch in der Bezeichnung wider: Seit 1988 heisst die Empa offiziell Eidgenössische Materialprüfungs- und Forschungsanstalt. Seit 2001 wird der Strategiewechsel immer deutlicher sichtbar: Die Zahl der wissenschaftlichen Publikationen  stieg von 67 im Jahr 2001 auf rund 870 im Jahr 2022. Die Zahl der vom Schweizerischen Nationalfonds finanzierten Projekte erhöhte sich im selben Zeitraum von 5 auf über 100, die Anzahl der Doktoranden von 16 auf mehr als 280; dazu kommen mehr als 230 Bachelor- und Master-Studierende und Praktikanten. Auch die eingeworbenen Drittmittel stiegen an, von 34 Mio. Franken im Jahr 2000 auf mehr als 60 Mio. Franken (2022), davon 49 Mio. Franken über Forschungsanträge und knapp 11 Mio. Franken durch Services und Consulting. Die Empa ist zurzeit an 76 laufenden Projekten der EU-Rahmenprogramme und knapp 90 Projekten der Innosuisse, der Schweizer Agentur für Innovationsförderung, beteiligt. Das Jahresbudget betrug 2022 rund 107 Mio. Franken an direkten Bundesmitteln und mehr als 60 Mio. Franken an eingeworbenen Drittmitteln.
Im Zentrum der Empa-Tätigkeiten steht die anwendungsorientierte Forschung und Entwicklung, oft in enger Partnerschaft mit Industriepartnern. Dies bringt sie auch in ihrem Slogan zum Ausdruck: «Empa –The Place where Innovation Starts». Dabei verfolgt die Empa einen multidisziplinären Ansatz – an den meisten Projekten arbeiten Wissenschaftler aus zahlreichen Disziplinen gemeinsam. Ausserdem unterstützt sie die beiden Eidgenössischen Technischen Hochschulen (ETH) in Zürich und EPFL in Lausanne sowie Universitäten und Fachhochschulen in der Lehre und engagiert sich über die Empa-Akademie in der Organisation von wissenschaftlichen Tagungen und Aus- und Weiterbildungsveranstaltungen. Konferenzen, Vortragsreihen, Seminare und Lehrveranstaltungen richten sich an Wissenschaftler, Fachleute aus Industrie und Wirtschaft, aber auch an die breite Öffentlichkeit, etwa in der Reihe der «wissen2go».

## Direktoren
| Amtszeit       | Direktor            |
| -------------- | ------------------- |
| 1880–1901      | Ludwig von Tetmajer |
| 1901–1924      | François Schüle     |
| 1924–1949      | Mirko Roš           |
| 1949–1969      | Eduard Amstutz      |
| 1969–1988      | Theodor H. Erismann |
| 1989–2001      | Fritz Eggimann      |
| 2001–2009      | Louis Schlapbach    |
| 2009–2022      | Gian-Luca Bona      |
| seit Juni 2022 | Tanja Zimmermann    |

## Geschichte

### Vorgeschichte

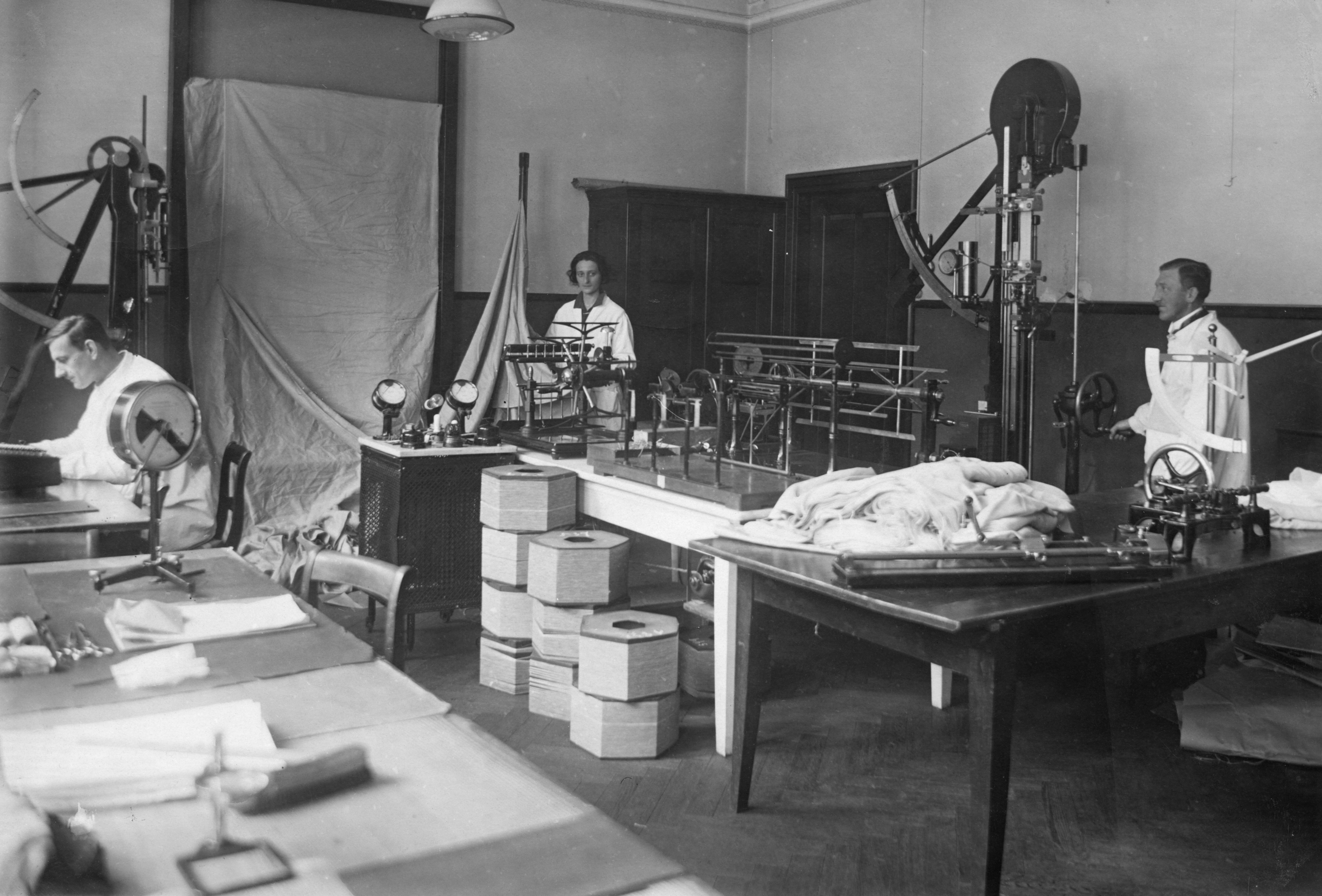
Labor der Schweizerischen Versuchsanstalt in St. Gallen, ca. 1930

1880 nahm die Anstalt für die Prüfung von Baumaterialien ihre Tätigkeit auf. Ludwig von Tetmajer, Professor für Baumaterialienkunde, war ihr erster Direktor. Sie war im Polytechnikum in Zürich (der heutigen ETH Zürich) untergebracht.
1891 erhielt Tetmajer den Auftrag, die Ursache für den Einsturz der von Gustave Eiffel erbauten Eisenbahnbrücke bei Münchenstein abzuklären. Es gelingt ihm in kurzer Zeit aufzuzeigen, dass die bisher verwendete Eulersche Hyperbel nur im elastischen Bereich des zur Diskussion gestandenen Stahles verwendet werden durfte.
1895 wurde die Bezeichnung Eidgenössische Materialprüfungsanstalt zum ersten Mal verwendet.

### 20. Jahrhundert

Ehemaliges Logo der Empa

1937 kam die 1911 zur Schweizerischen Versuchsanstalt St. Gallen erweiterte Textilkontrollstelle hinzu. Die Empa erhielt einen neuen Namen: Eidgenössische Materialprüfungs- und Versuchsanstalt für Industrie, Bauwesen und Gewerbe.
1962 zog die Empa von Zürich in den Vorort Dübendorf, wo Anbauflächen der ehemaligen Chemischen Fabrik Flora beim Übergang an Givaudan der Stadt Dübendorf verkauft worden waren. Schwerpunkte wurden dort Hoch- und Tiefbau, Sicherheitstechnik, Oberflächentechnik, metallische Werkstoffe, Stoffverbunde, zerstörungsfreie Prüfungen, chemische Analysen, Abgas- und Aussenluftuntersuchungen, Haustechnik, Bauphysik, Akustik und Lärmbekämpfung.

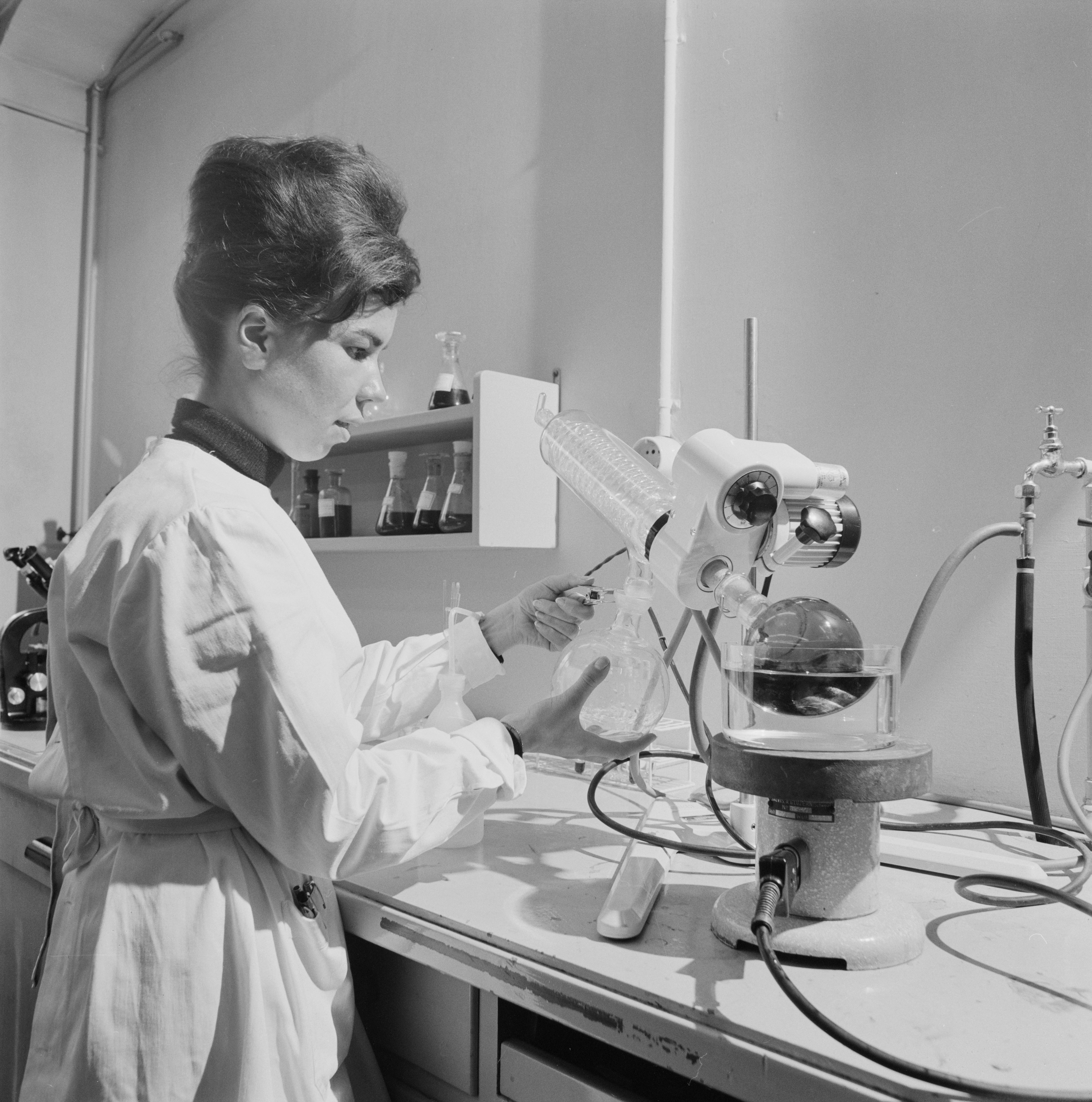
Mitarbeiterin der EMPA in St. Gallen, 1964

1988 markierte einen Wechsel Richtung Forschung. Die Empa hiess fortan Eidgenössische Materialprüfungs- und Forschungsanstalt.
1996 bezog die Empa am Standort St. Gallen den Neubau «Im Moos». Im Zentrum der Tätigkeit standen Bekleidungsphysiologie, persönliche Schutzsysteme, funktionale Fasern und Textilien, biokompatible Werkstoffe, Material- und Bildmodellierungen sowie Technologie-Risikoabschätzungen.

### 21. Jahrhundert
2001 richtete sich die Empa noch stärker auf Forschung und innovative Entwicklungen aus; Wissensvermittlung und Dienstleistungen blieben jedoch ein wichtiger Teil des Portfolios. Eine internationale Forschungskommission wurde eingesetzt, die die Forschungsaktivitäten der Empa in regelmässigen Abständen evaluiert.
Seit 2003 wird am Empa zu Nanotechnologie geforscht. Die Abteilung «nanotech@surfaces» arbeitet an Nanostrukturen, Nanotubes als Elektronenquellen und quasikristallinen Schichten. In Dübendorf wird die Abteilung «Funktionspolymere» geschaffen.
2004 entstand in Dübendorf eine weitere neue Abteilung: «Nanoscale Materials Science». Sie konzentriert sich auf die Entwicklung und Analyse von nanostrukturierten Oberflächen und Beschichtungen.
2005 gründete die Empa gemeinsam mit der Warsaw University of Technology und der AGH University of Science and Technology in Krakau die «International PhD School Switzerland – Poland». Diese Zusammenarbeit mit den neuen Mitgliedsstaaten der EU hat sich im Rahmen der so genannten «Kohäsionsmilliarde», dem Schweizer Beitrag zur EU-Osterweiterung verstärkt, etwa über zahlreiche «Joint Research Projects» sowie gemeinsame Veranstaltungen wie die «Swiss-Polish Science & Technology Days», die 2010 erstmals in Warschau stattfanden.
Ebenfalls 2005 feierte die Empa zusammen mit 13'000 Besuchern ihr 125-jähriges Jubiläum unter dem Motto «Forschung, die begeistert».
2008 gründete die Empa den Business Inkubator «glaTec» in Dübendorf, der die Ansiedlung innovativer Jungunternehmen im Umfeld der Empa fördern und unterstützen soll. Er ist das Pendant zu «tebo», das seit 1996 an der Empa in St. Gallen besteht. Auch baut die Empa ihre Aktivitäten in der Photovoltaik deutlich aus. Ausserdem wurde die internationale Zusammenarbeit mit den weltweit führenden Materialforschungsinstituten durch die Gründung des WMRIF (World Materials Research Institute Forum) ausgebaut, u. a. mit dem japanischen National Institute for Materials Science (NIMS), den US National Labs sowie verschiedenen EU-Materialforschungslabors.
2010 vereinbarte die Empa mit verschiedenen Industriepartnern neue Partnerschaften in den Bereichen Brennstoffzellen, Medtech-Anwendungen und nachhaltige Mobilitätskonzepte. Ausserdem wurden die Aktivitäten innerhalb von fünf «Research Focus Areas» noch stringenter auf die Kernaufgabe der Empa ausgerichtet, Forschung und Technologie in marktfähige Innovationen umzusetzen.
In den Jahren 2011 und 2012 beteiligte sich die Empa mit knapp 25 Projekten äusserst erfolgreich an den von der Kommission für Technologie und Innovation (KTI) finanzierten Sondermassnahmen gegen die Frankenstärke, die die Innovationskraft und damit die Wettbewerbsfähigkeit von Schweizer Unternehmen stärken sollen.
2014 initiierte die Schweizer Regierung ein Schwerpunktprogramm zur Förderung der Energieforschung; acht verschiedene Kompetenzzentren («Swiss Competence Centers for Energy Research», SCCER) sollen die Schweizer Hochschulen und Forschungsinstitutionen im Bereich der Energieforschung besser vernetzen und Synergien fördern. Die Empa hat als «Leading House» die Leitung eines dieser acht Zentren, im Bereich Energieeffiziente Gebäude und Quartiere («Future Energy-Efficient Buildings & Districts», FEEB&D) übernommen, mit dem Ziel, den Energieverbrauch des Schweizer Gebäudeparks bis zum Jahr 2050 um den Faktor fünf zu senken.
2014 erfolgte der Spatenstich für NEST, ein Gebäudekonzept, das den Transfer von neuen Materialien und Technologien beschleunigen und Produkte im Bau- und Energiebereich schneller auf den Markt bringen soll. Die Empa betreibt das Forschungs- und Innovationsgebäude gemeinsam mit der Eawag. NEST besteht aus einem zentralen Rückgrat – dem «Backbone» – und drei offenen Plattformen, auf denen einzelne Forschungs- und Innovationsmodule – sogenannte «Units» – nach einem «Plug-&-Play»-Prinzip installiert werden. Nach der Erstellung des «Backbone» des NEST bis 2015 konnte der Bau an ersten Modulen beginnen. Am 23. Mai 2016 wurde das Gebäude mit bereits zwei installierten Modulen eröffnet. In den Folgejahren kamen stetig weitere Units dazu; Ende 2022 waren acht Module in Betrieb. Jedes dieser Gebäudemodule wurde gemeinsam mit Forschungs- und Industriepartnern realisiert. Auf Seiten der Forschung nutzten bislang beispielsweise die ETH Zürich, die EPF Lausanne, die Hochschule Luzern und auch das Karlsruher Institut für Technologie (KIT) die NEST-Plattform. Der thematische Fokus der meisten Units liegt auf Ressourcen- und Energieeffizienz – sei dies mit kreislaufgerechten Konzepten und Materialien, mit neuen (intelligenten) Energiekonzepten oder mit neuen digitalen Planungs- und Konstruktionsmethoden, die den Materialeinsatz optimieren.
Bereits im Jahr 2015 wurde eine weitere Demonstrations- und Technologietransferplattform im Mobilitätsbereich vorgestellt: move. Diese ermöglicht es, Mobilitätskonzepte ohne fossile Treibstoffe zu entwickeln und in der Praxis zu erproben – von der Elektromobilität über Wasserstoff bis hin zu synthetischen Treibstoffen. Als Energiequelle dient zeitlich stark fluktuierender Strom aus Photovoltaikanlagen oder Wasserkraftwerken, der im Netz nicht benötigt wird. Dieser wird dann durch die Elektrolyse von Wasser zunächst in Wasserstoff und in einem weiteren Schritt in Methan umgewandelt (Power-to-Gas-Konzept).
Im Rahmen der Eröffnung von NEST nahm 2016 mit dem ehub (Energy Hub) eine dritte Demonstrationsplattform ihren Betrieb auf. Der ehub koordiniert und steuert als eine Art Schaltzentrale die Energieflüsse zwischen NEST und move mit den verschiedenen Energienutzern und -quellen und verbindet damit auch gleichzeitig den Mobilitätssektor mit dem Gebäudesektor (so genannte Sektorkopplung). Der ehub soll so eine optimierte Energieversorgung sicherstellen, vor allem unter dem Vorzeichen von zeitlich stark fluktuierenden Energiequellen wie Sonnen- und Windkraft. Daher verfügt die Plattform auch über Zwischenspeicher und Umwandlungstechnologien für die verschiedenen Energieträger.
2016 eröffnete die Empa ihr «Coating Competence Center», in dem massgeschneiderte Oberflächentechnologien sowie fortschrittliche Fertigungsverfahren (Advanced Manufacturing, AM) den Weg aus den Forschungslabors zur marktfähigen Industrieanwendung finden sollen. Das Zentrum beherbergt diverse Beschichtungsanlagen für Hartstoffschichten, flexible Photovoltaik und organische Elektronik sowie 3D-Drucker für metallische Werkstoffe und Biokomposite. Die Anlagen sind industrienah, was die Prozesstechnik betrifft, haben jedoch Modifikationen, die den Forscherinnen und Forschern eine detaillierte Prozessanalytik ermöglicht. Ziel ist es, der Schweizer Industrie dadurch das «Up-Scaling» neuer Technologien und Verfahren zu erleichtern.
Mit ganz ähnlicher Zielsetzung hat der ETH-Bereich 2017 den strategischen Forschungsbereich «Advanced Manufacturing (AM)» unter Leitung der Empa gestartet, der die Schweizer Industrie darin unterstützen soll, das Potential der Digitalisierung gezielt zu nutzen und AM-Technologien zu entwickeln. Daraus ging 2019 die «AM-TTC Alliance» hervor, der Dachverband der Schweizer Technologietransferzentren im Bereich AM. Als erstes derartiges Zentrum entstand 2019 das «Swiss m4m Center» in Bettlach, das in Zusammenarbeit mit der Medtech-Branche Verfahren zur Herstellung 3D-gedruckter Implantate entwickelt. Anfang 2023 umfasste das Netzwerk drei weitere TT-Zentren.
Ebenfalls 2019 verstärkte die Empa ihre Forschungsaktivitäten im Batteriebereich und ging unter anderem eine strategische Partnerschaft mit der Fraunhofer-Gesellschaft ein, um die Basis für eine produktionstaugliche nächste Generation von Antriebsbatterien für Elektroautos zu schaffen.
Im gleichen Jahr entstand in Kooperation mit dem Imperial College London an der Empa in Dübendorf das «Sustainability Robotics Lab», das neuartige Materialien für Robotersysteme entwickelt, die bei der Umweltüberwachung und bei der Instandhaltung von schwer zugänglichen Infrastrukturen zum Einsatz kommen.
2021 hat die nationale Innovationsplattform Switzerland Innovation den Innovationspark Ost direkt neben dem Empa-Standort in St. Gallen in das Netzwerk aufgenommen. 2022 hat der Start-up-Inkubator der Empa, Startfeld, mit dem Innovationspark Ost fusioniert. In Dübendorf hat die Empa den Grundstein für ihren neuen Forschungscampus «co-operate», der konsequent darauf ausgerichtet ist, den Ausstoss von Treibhausgasen zu minimieren.
Ebenfalls im Jahr 2022 hat die Empa ihre Forschungsaktivitäten im Bereich Quantentechnologien verstärkt und erweitert, unter anderem durch einen Förderbeitrag der Werner Siemens-Stiftung über 15 Mio. Franken, um Kohlenstoff-Nanomaterialien für künftige Quantentechnologien weiterzuentwickeln. Ebenfalls 2022 hat die Empa beschlossen, ihre Forschungsaktivitäten künftig in vier Forschungsschwerpunkten zu konzentrieren.